# Leon Russell
Claude Russell Bridges (sinh ngày 2 tháng 4 năm 1942, mất ngày 13 tháng 11 năm 2016), còn được biết tới với nghệ danh Leon Russell là ca sĩ, nhạc sĩ người Mỹ, nổi tiếng với những ca khúc pop trong thập niên 1970–80. Sự nghiệp kéo dài tới 60 năm của ông nhiều thể loại khác nhau như pop, nhạc đồng quê, rock, dân ca, nhạc phúc âm, bluegrass, R&B, folk rock, Tulsa Sound.
Ông là nghệ sĩ khách mời của rất nhiều nghệ sĩ nổi tiếng đương thời, và cũng tham gia lưu diễn tại nhiều tour diễn lớn toàn thế giới. Sự nghiệp đồ sộ của ông bao gồm 33 album và hơn 430 ca khúc, ngoài ra có thể kể tới những ca khúc như "Delta Lady" của Joe Cocker cùng tour diễn Mad Dogs and Englishmen của Cocker vào năm 1970. Hai ca khúc nổi tiếng nhất của ông là "A Song for You" được đưa vào Đại sảnh Danh vọng Grammy và được hát bởi hơn 200 nghệ sĩ, và "This Masquerade" cũng được hát lại bởi hơn 75 nghệ sĩ khác nhau, bên cạnh những bản hit như "Tight Rope" hay "Lady Blue".
Russell cũng là nghệ sĩ chơi keyboards cho các nghệ sĩ lớn như The Beach Boys, Dick Dale, hay Jan and Dean. Album solo đầu tay của ông, Leon Russell (1970), còn nhận được sự tham gia từ các khách mời như Eric Clapton, Ringo Starr và George Harrison. Một trong những người hâm mộ ông đầu tiên, Elton John, coi ông là "người hướng dẫn" và "nguồn cảm hứng". Sau này họ cùng nhau thu âm album The Union vào năm 2010 và nhận được một số đề cử Grammy.
Russell cũng sáng tác và sản xuất âm nhạc cho Bob Dylan, Frank Sinatra, Ike & Tina Turner, The Rolling Stones,... Ông cũng là khách mời cho chương trình hòa nhạc từ thiện The Concert for Bangladesh (1971) do Harrison, Dylan và Clapton tổ chức. Năm 2011, ông được vinh danh tại Đại sảnh Danh vọng Rock and Roll và Đại sảnh Danh vọng Nhạc sĩ.